# Sint-Gertrudiskerk (Gruitrode)

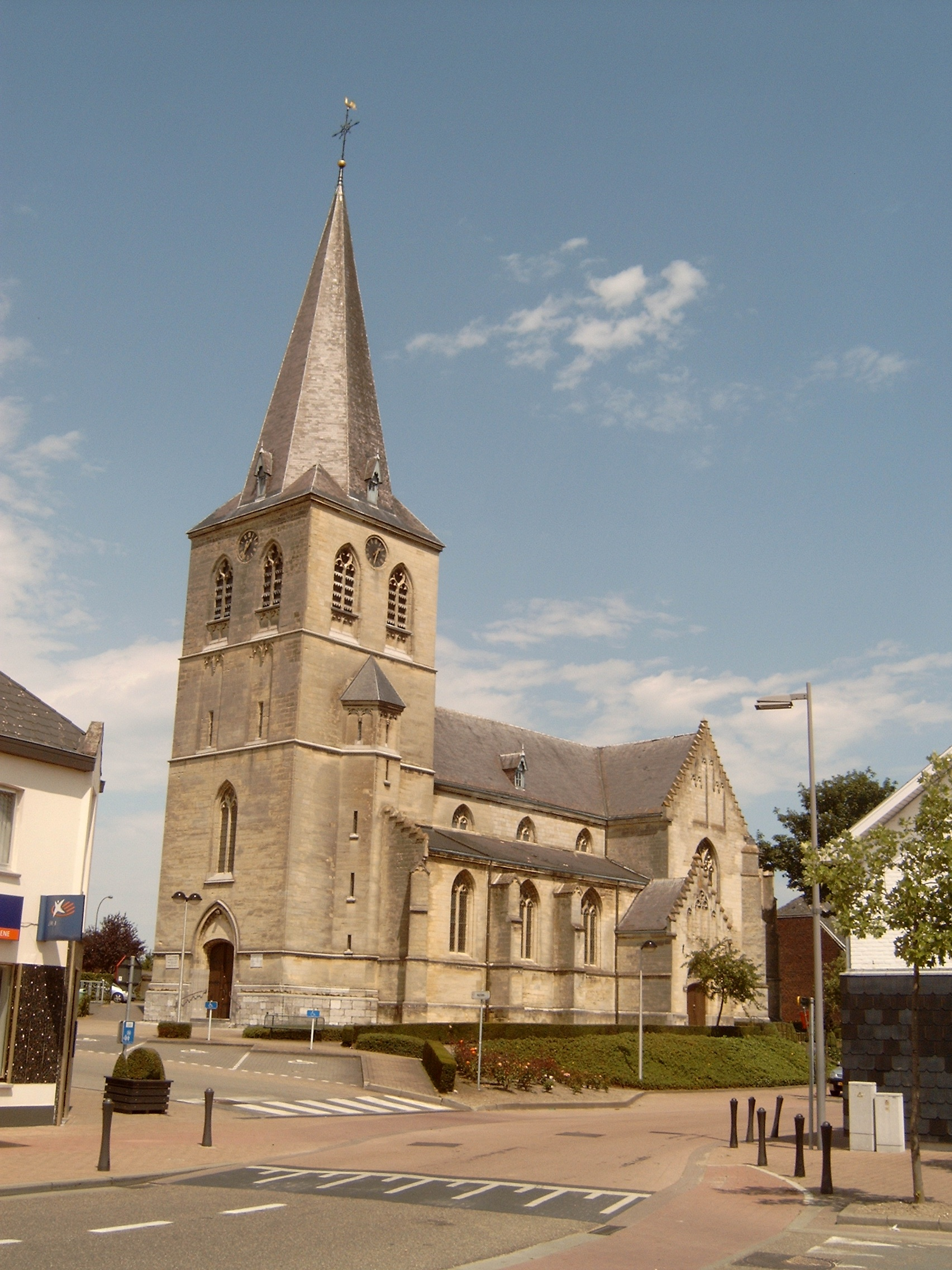
Sint-Gertrudiskerk

De Sint-Gertrudiskerk is de parochiekerk van Gruitrode, gelegen aan de Ophovenstraat en toegewijd aan Gertrudis van Nijvel.

## Geschiedenis
De in 1417 gebouwde kerk heeft voorgangers gekend waarvan meer bekend werd dankzij opgravingen tijdens de restauratie van 1989. Toen vond men bouwresten uit de karolingische en de romaanse tijd. Ook de huidige toren toont nog aspecten van het voormalige romaanse bouwwerk. De huidige kerk, in laatgotische stijl, werd gebouwd toen de Duitse Orde de heerlijkheid Gruitrode verwierf. De Orde bezat ook het tiendrecht en het patronaatsrecht van deze kerk.
Tussen 1650 en 1675 werd de kerk gerestaureerd door toedoen van Commandeur Johan Adriaan van Bylandt, van wie nog een grafsteen te vinden is. Van 1887-1890 vond restauratie plaats door Léon Jaminé. In 1909 was er een brand, waarna het schip met één travee werd verlengd en ook de toren werd vernieuwd. Hiervoor verantwoordelijk waren Hyacinth Martens en Vincent Lenertz. Van 1989-1991 vond opnieuw een restauratie plaats.

## Gebouw
Het gebouw is een laatgotische kruisbasiliek die opgetrokken is in mergelsteen. De gedeeltelijk ingebouwde vierkante westtoren heeft vier geledingen en is gedekt met een ingesnoerde naaldspits. De transeptarmen zijn voorzien van trapgevels. Het interieur is eveneens van mergelsteen en overdekt met kruisribgewelven.

## Meubilair
Tot de schilderijen behoren: Aanbidding der Herders (18e eeuw); Onze-Lieve-Vrouw van de Rozenkrans (17e eeuw); Marteldood van Sint-Catharina (1690-1700). De kruiswegstaties werden in de 19e eeuw geschilderd als kopieën van diverse meesterwerken.
Tot de beelden behoren een Calvariegroep in gepolychromeerd hout (1520-30); een Sint-Gertrudisbeeld uit de werkplaats van Jan van Steffeswert in gepolychromeerd hout (1520-30); een Piëta in gepolychromeerd hout, uit omstreeks (1480?); een beeld van Sint-Jacobus de Meerdere, door de Meester met de Pijpplooien, in gepolychromeerd hout (1460-70).
Het hoofdaltaar is neogotisch, evenals de communiebank (1945). De neogotische zijaltaren dateren uit de 2e helft van de 19e eeuw. De eikenhouten biechtstoelen zijn in Lodewijk XIV-stijl. Eén ervan stamt uit 1699. De eikenhouten koorlezenaar is uit de 2e helft van de 18e eeuw.
Het doopvont is uitgevoerd in zwart en wit marmer (1777).
In het koor bevindt zich een glas-in-loodraam met voorstelling van de Calvarie met Maria Magdalena, en wapens en portretten van de opdrachtgevers. Dit waren Hendrik I van Merode, heer van Pietersheim, en zijn vrouw Francisca van Brederode (1553). 
In de kerk is ook de grafsteen van Adriaan van Bylandt, Commandeur van de Duitse Orde, uit de 2e helft van de 17e eeuw. Buiten zijn nog enkele 17e-eeuwse grafkruisen te vinden.